# Pointes
 (janvier 2018).
Si vous disposez d'ouvrages ou d'articles de référence ou si vous connaissez des sites web de qualité traitant du thème abordé ici, merci de compléter l'article en donnant les références utiles à sa vérifiabilité et en les liant à la section « Notes et références ».
Pour les articles homonymes, voir Pointe.

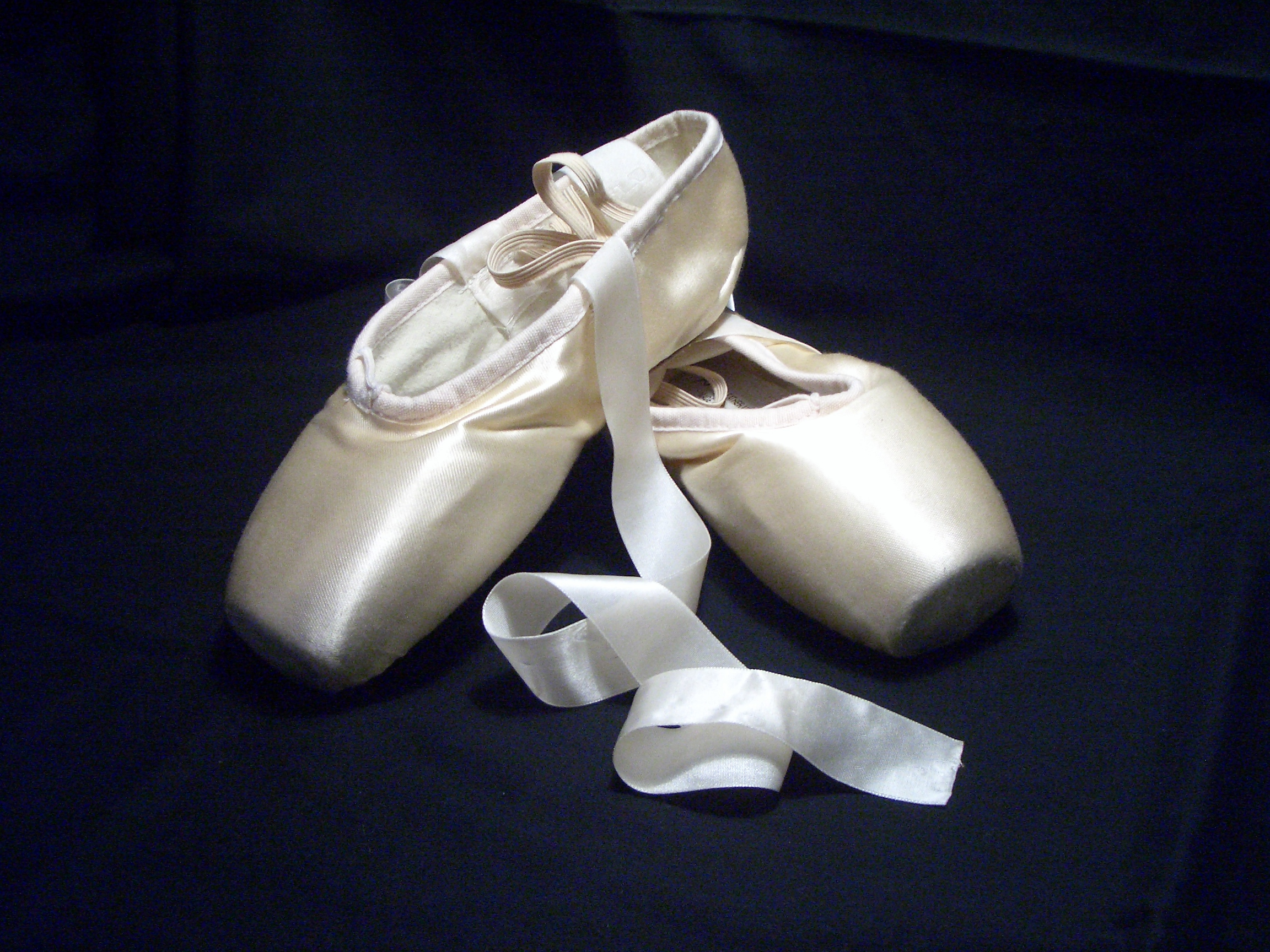
Une paire de pointes aujourd'hui.

Le travail sur pointes est une technique en danse classique qui consiste à danser sur l'extrémité distale, aplatie, du chausson de danse ou pointes (par opposition aux chaussons de danse en demi-pointes appelés « plats »). Par métonymie, le mot désigne aussi les chaussons de danse à semelles renforcées utilisés en danse classique.

## La technique
Le travail sur pointes est une technique de ballet dans laquelle l'artiste se positionne en pointant son pied dans le chausson. Cela est rendu possible par l'utilisation de chaussures particulières dont l'extrémité aplatie est rigidifiée par une coque (que les ballerines appellent la « boîte ») actuellement en matériau composite. La ballerine se tient en appui la cambrure de son pied posé sur la tranche de la partie rigide du chausson et le maintient dans cette position. Elle donne l'impression de porter le poids du corps sur la pointe du pied alors qu'elle est en appui sur la cambrure du pied. 
Les ballerines doivent posséder une force musculaire de la cheville et du pied ainsi qu'une technique suffisante avant de travailler sur pointes. L'acquisition de cette technique peut prendre entre six mois et trois ans ou plus. Il est également important pour les jeunes débutantes de ne pas aborder cette technique de ballet avant l'âge de dix ans pour ne pas altérer le développement du pied. En effet, avant cet âge, les os des pieds n'ont pas atteint la fin de leur croissance. Ils sont, en outre, insuffisamment calcifiés et peuvent être gravement endommagés par le travail sur les pointes. Les déformations qui en résultent sont définitives quelles que soient la force et l'adresse de la danseuse. De plus, ce ne sont pas que les os des pieds qui sont touchés par les déformations, et monter sur pointes avant d’avoir terminé de grandir peut déplacer le bassin et blesser les genoux. Enfin, la ballerine doit posséder des chevilles extrêmement solides. Les danseuses adultes qui viennent de commencer ne peuvent pas non plus faire des pointes tout de suite car il faut avoir acquis une certaine préparation musculaire auparavant.

### Historique
Amalia Brugnoli danse sur pointes dès 1823. On lui attribue la maternité de la technique moderne des pointes. En France, Geneviève Gosselin fait de même dans les mêmes années. En 1832, la ballerine Marie Taglioni danse la totalité du ballet La Sylphide sur pointes mais il est probable que d'autres ballerines soient montées sur pointes avant elle. Au début, Taglioni monte sur pointes avec des chaussons souples dont la pointe était simplement renforcée par une piqûre de l'extrémité et des côtés du chausson et n'avait rien de comparable aux chaussons modernes armés d'une coque rigide qui enveloppe l'extrémité du pied, y compris le métatarse, mais laissant libre la cheville et le tarse. De fait, la position sur pointes était brève et consistait surtout en des « équilibres » et des « relevés ». D'autres types de danse que le ballet romantique font appel à de courtes montées sur pointes : danse hip-hop, danse jazz, street dance, step dance irlandaise, claquettes...
Au cours des décennies 1920 et 1930, Harriet Hoctor, un danseur du registre burlesque et du vaudeville, utilisait des chaussures à semelles renforcées de métal qui lui permettaient de faire des claquettes sur les pointes tout en se penchant en arrière. D'autres danseurs armaient leurs chaussures de roulements à billes pour obtenir des rotations rapides mais le danger de tels montages a vite fait abandonner la méthode.

### Acquisition de la technique sur pointes
Les jeunes filles intéressées par une carrière de ballerine commencent habituellement à danser sur pointes après l'âge de douze ans ou bien, si elles sont admises dans une académie de danse (l'âge d'admission varie), c'est-à-dire à la fin de leur première année d'études ou au cours de la seconde année, les enfants peuvent commencer un travail sur pointes dès l'âge de dix ans, pour les raisons exposées plus haut dans cet article. Il est également nécessaire que les muscles du pied et de la jambe soient suffisamment forts pour soutenir la danseuse dans cette position. Les futures ballerines doivent avoir atteint un niveau suffisant dans la danse afin de maintenir une rotation du bassin au cours des différentes combinaisons de figures et garder une position adéquate. Nulle ne doit commencer le travail sur pointes avant d'y être autorisée par le professeur. Dans les académies de danse les plus sérieuses, un avis médical est demandé pour être sûr que les os du pied ont une ossification et une minéralisation suffisante. De plus, dans les écoles de danse où les élèves suivent plusieurs cours par semaine, les enfants sont étroitement suivis par leur maître pour détecter toute faiblesse. Des fractures, en particulier de la cheville, peuvent survenir en raison du manque d'entraînement musculaire et osseux. Les ballerines doivent éviter d'avoir recours au pédicure et doivent couper leurs ongles des pieds un jour avant l'épreuve de danse afin de laisser les orteils s'ajuster à la nouvelle longueur des ongles. La corne, cals, durillons, etc. sont d'utiles protections  contre l'agression du chausson. Les phlyctènes, furoncles, dermatomycoses, coupures ou saignements doivent être dépistés.
La danse sur pointes nécessite la participation de tout le corps y compris les muscles des jambes, du dos et les abdominaux.
Une fois toutes les conditions remplies, la préparation de la danseuse est un processus graduel. Elle commence par des exercices à la barre pour acquérir la force nécessaire (par exemple, monter sur pointes et en redescendre. En fonction des préférences de l'enseignement du professeur, les danseuses vont se hisser d'abord sur une demi pointe puis sur pointe avant de reposer les pieds à plat sur le sol. Il est à noter que dans la  méthode d'enseignement de l'école russe ou italienne le danseur, se hisse directement sur pointe sans passer par l'étape de la demi-pointe. À ce niveau, les premiers exercices « à la barre » consistent en des « « relevés » » et « échappés » exécutés sur chacun des pieds. La jeune recrue apprend en outre à positionner son pied correctement. Une fois que l'élève est à l'aise dans ces exercices et les tendons suffisamment solides, de nouveaux exercices se terminant sur un seul pied sont introduits: « pas de bourrée en pointes », « retiré en pointes », etc. Des variantes dans la vitesse d'exécution et la position du pied sont alors introduites mais toujours pendant des laps de temps n'excédant pas cinq à dix minutes. Ce n'est qu'au terme de six mois à un an de cet entraînement que la ballerine peut danser librement sur pointes. Agrippina Vaganova suggère les « relevés » et « échappés » sur pointe comme premiers exercices sur chacun des pieds.

### Monter sur pointes

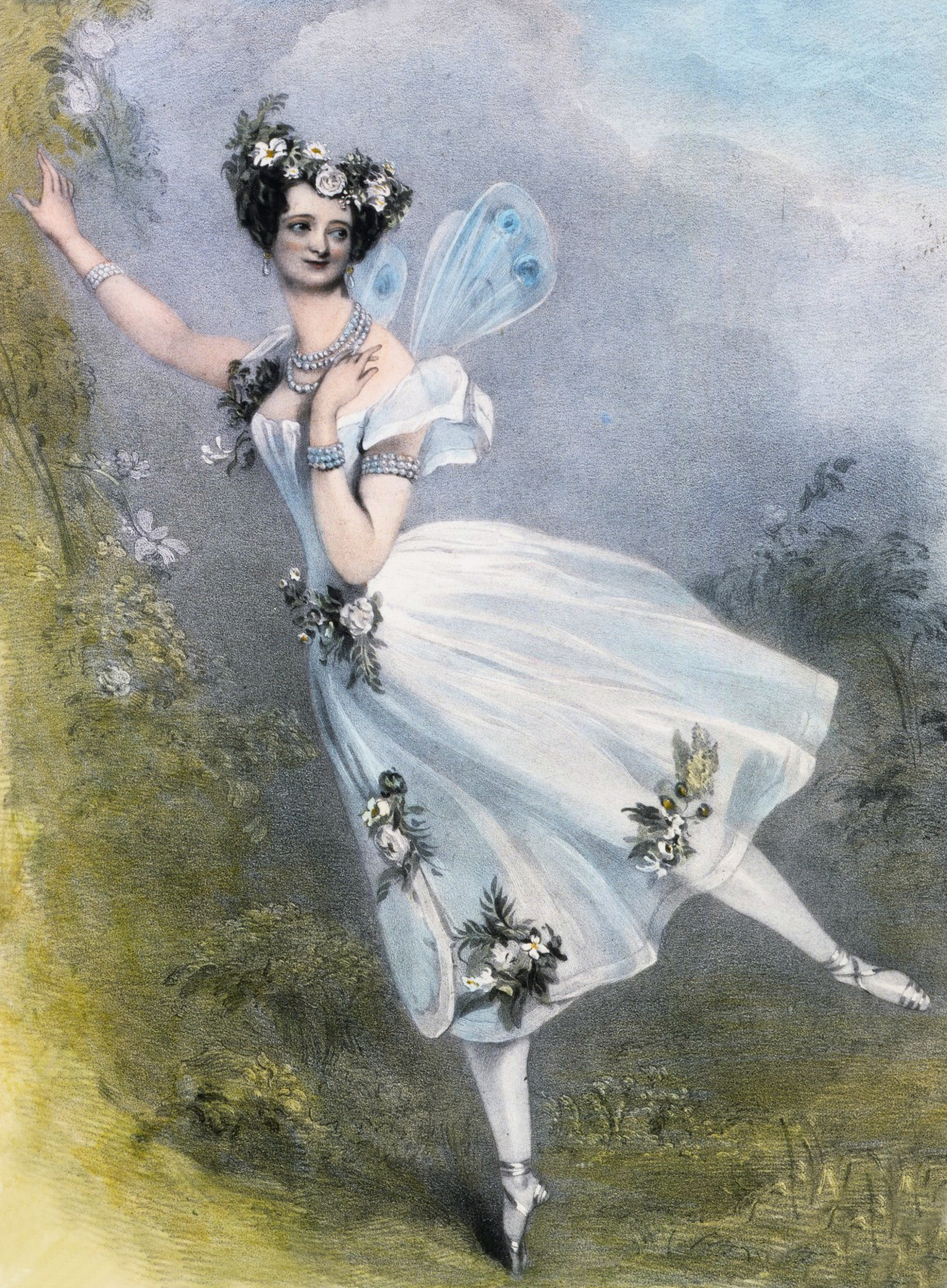
Marie Taglioni sur pointes dans le ballet Flore et Zéphire

Il existe plusieurs méthodes pour permettre à la ballerine de monter sur les pointes. La méthode française consiste à s'élever sur la pointe en passant par la demi-pointe. C'est également la technique adoptée par la Méthode Balanchine qui a élaboré nombre d'exercices spécifiques pour permettre une forte pression du pied en demi-pointe contre la résistance du chausson de pointe, assurant le moelleux des relevés ainsi que des atterrissages. Ce genre de technique permet à la danseuse de relever exactement là où se trouvent les orteils, avec un déplacement minimal de l'axe du corps de la danseuse, ce qui est particulièrement important pour la stabilité des tours et la rapidité des changements de position. Par contre, les méthodes russe et italienne propulsent la danseuse directement sur la pointe grâce à un léger saut. Dans ce dernier cas, les muscles du mollet sont moins sollicités et l'axe du corps de la danseuse se déplace au moment du relevé sur pointe. Les ballerines expérimentées utilisent une association des deux méthodes. Chacune d'elles apparaît très tôt dans l'historique des pointes et les cordonniers italiens élaborent des « boîtes » plus dures pour leurs ballerines (Par exemple Pierina Legnani qui réalisait régulièrement 32 fouettés lorsqu'elle interprétait Le Lac des cygnes) afin de leur permettre des pas plus complexes et de rester en équilibre sur pointes plus longtemps. Afin d'imiter les exploits des ballerines italiennes, les ballerines russes introduisent à leur tour des semelles plus rigides pour les porter au cours de ces pas difficiles. Comme il est pratiquement impossible de passer par l'étape de la demi-pointe dans ces chaussons très rigides, il a fallu introduire un léger saut (Les chaussons russes actuels ont une semelle bien plus rigide que les chaussons français). L'effort nécessaire pour rester sur pointes s'exerce à partir du corps dans sa totalité et non plus uniquement par les jambes. Les muscles abdominaux sont sollicités et le dos doit rester bien droit avec des muscles du cou gardés souples.
La danseuse sur pointes doit s'échauffer par des exercices à la « barre » avant d'exécuter un travail routinier ou des combinaisons sur pointes. Ces exercices peuvent consister en des « relevés », des « échappés » et autres « arabesques ». Lorsque la ballerine se sent prête, elle exécute ces combinaisons sur scène. L'ensemble du travail est supervisé par un professeur. Lors de la préparation pour des productions, le professeur s'adjoint les services d'un chorégraphe. Ce dernier ajoute des mouvements et des pas à la danse au cours des préliminaires afin que la danseuse exécute le ballet selon la vision qu'il en a. Le rôle du professeur est d'enseigner la danse à l'élève et de s'assurer qu'une technique adéquate est utilisée. Tous deux enseignent la danse avec un/des partenaire(s) si nécessaire.

## Les chaussons

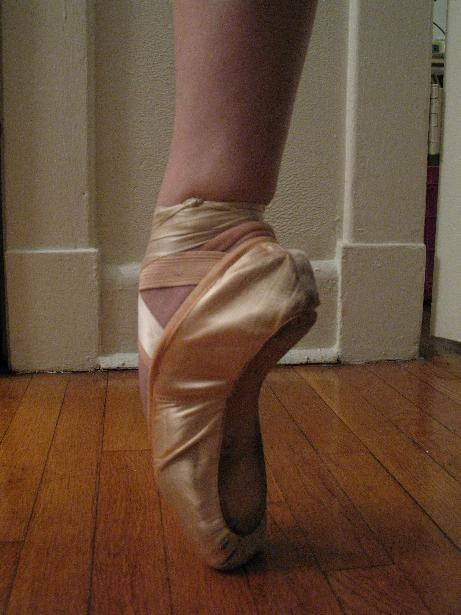
Pied sur la pointe

Une paire de pointes est utilisée par les femmes et par quelques hommes (mais très rarement). Les hommes dansent habituellement des ballets classiques en demi-pointes. Une exception : il existe une version de La Fille mal gardée dans laquelle le garçon exécute une variation sur pointes.
Les pointes apparaissent au début du XIXe siècle. Elles allongent la silhouette de la ballerine et la grandissent quand elle monte sur pointes, ce qui donne au spectateur l'impression que la danseuse flotte dans les airs.
Dans une compagnie de ballet, chaque danseuse possède sa propre réserve de pointes au théâtre ou dans de grands sacs si elle part en tournée. En effet, l'extrémité en satin s'use très vite au cours de la danse et il n'est pas rare que la ballerine en utilise plusieurs au cours d'une même représentation. Une danseuse étoile en use ainsi environ dix paires par mois.
Seul le professeur de danse peut juger si la danseuse est capable de monter sur les pointes, c’est-à-dire de se soulever sur la pointe des pieds sans demander trop d'efforts à ses hanches, à ses genoux et à ses chevilles.
Monter trop tôt sur pointes, ou essayer chez soi, peut provoquer des lésions irréversibles.
Utiliser des pointes abîme de toute façon les pieds, et les danseuses les ont, la plupart du temps, en très mauvais état.

### Préparation du chausson
Il peut être utile, pour la ballerine débutante, de disposer du coton cardé à l'extrémité du chausson pour éviter les ampoules et amortir le choc du chausson sur les orteils. Cette pratique sera plus tard abandonnée lorsque la danseuse se sera familiarisée avec les pointes et sera remplacée par différentes astuces visant à maintenir les orteils réunis entre eux. Désormais, il existe aussi des embouts en silicone ou en tissu pour protéger les pieds de la douleur. Il est raisonnable de faire réaliser les chaussons sur mesure par un spécialiste expérimenté et de demander avis à son maître d'école. La possession de chaussons parfaitement adaptés est indispensable pour éviter des blessures graves. Le spécialiste essaiera différents chaussons (à semelle souple pour la danse selon la technique française, rigide pour la technique russe) et prendra la mesure exacte du pied (longueur, largeur, cambrure, etc.). Certains recommandent de coudre un caoutchouc recouvrant le dessus du pied pour éviter que le talon ne glisse. La plupart des chaussons sont livrés sans rubans. La ballerine doit les coudre elle-même selon les directives de son maître.
Une fois les rubans et les élastiques cousus, les chaussons doivent être ajustés. Les chaussons destinés à faire des pointes ne sont pas des chaussons souples. Ils sont faits en satin avec une semelle de cuir, de grosse toile et de chanvre raidis et collés ensemble. La « boîte », autrefois faite de grosse toile raidie et/ou en carton renforcé est actuellement constituée d'un matériau composite. Un chausson n'est ni droit ni gauche et peut être très « inconfortable » au début. Pour cette raison, maints danseurs éprouvent le besoin de les préparer. Cette préparation consiste habituellement à rendre la semelle et l'extrémité plus souple voire à corriger des points de friction sur la « boîte ». Une méthode simple consiste à humecter une serviette éponge avant de l'appliquer sur la « boîte ». Mal exécutée, cette méthode peut rendre le chausson inutilisable. L'élève sera bien inspirée en demandant le conseil de son maître. D'autres danseuses brisent la semelle au niveau de leur cou-de-pied puis vaporisent un peu d'eau dans la « boîte ». Certaines n'éprouvent pas le besoin de briser leurs chaussons voire utilisent de la colle cyanoacrylate pour durcir la pointe des chaussons afin qu'ils durent un peu plus longtemps alors que d'autres les « cassent » délibérément en faisant tout leur possible pour les rendre suffisamment souples.
Il faut savoir qu'il existe différents moyens de protection des pieds de même que des « gels » médicaux pour atténuer la douleur et éviter des phlyctènes dans la mesure du possible.

### Protection des pieds

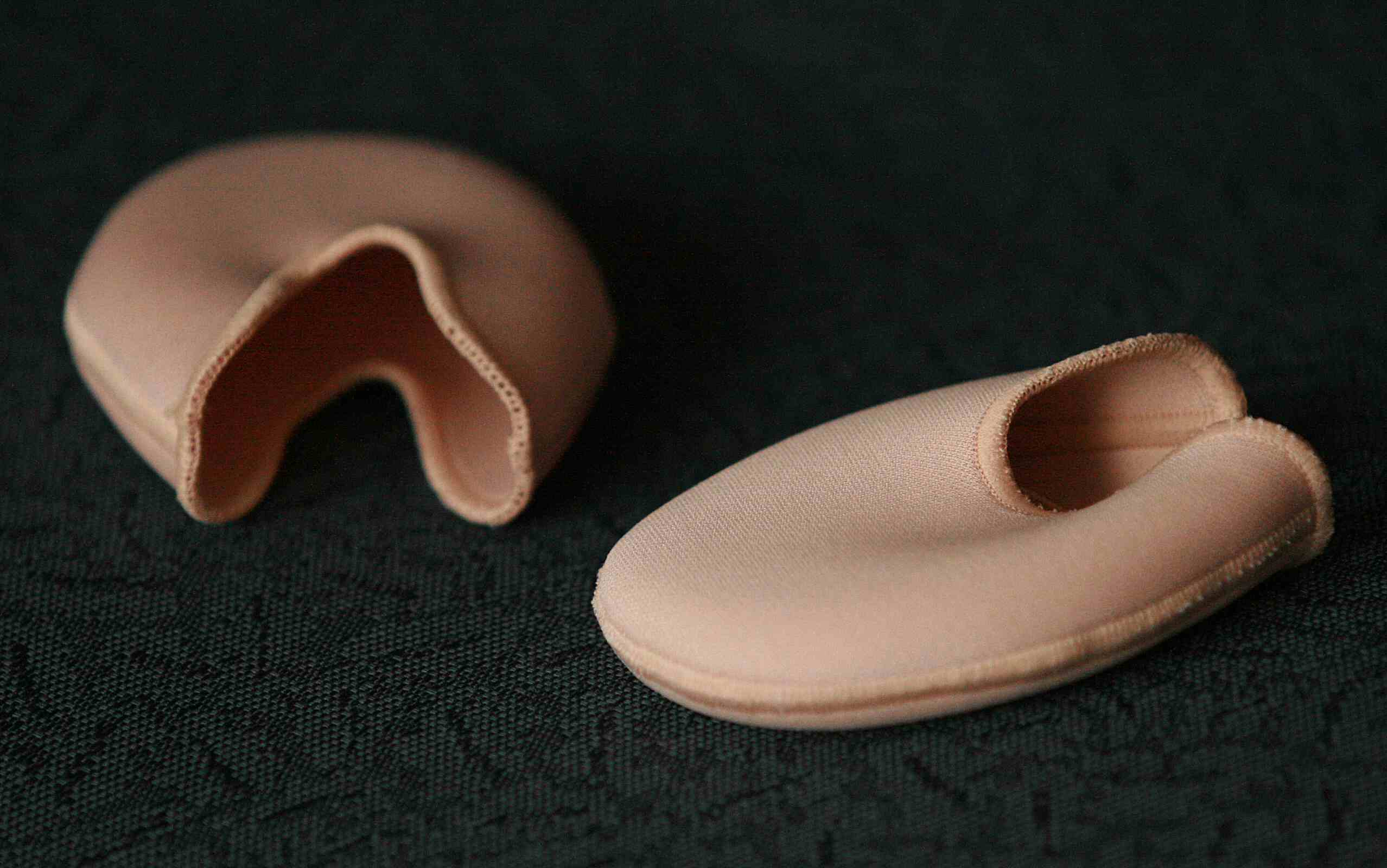
Embouts en silicone et tissu

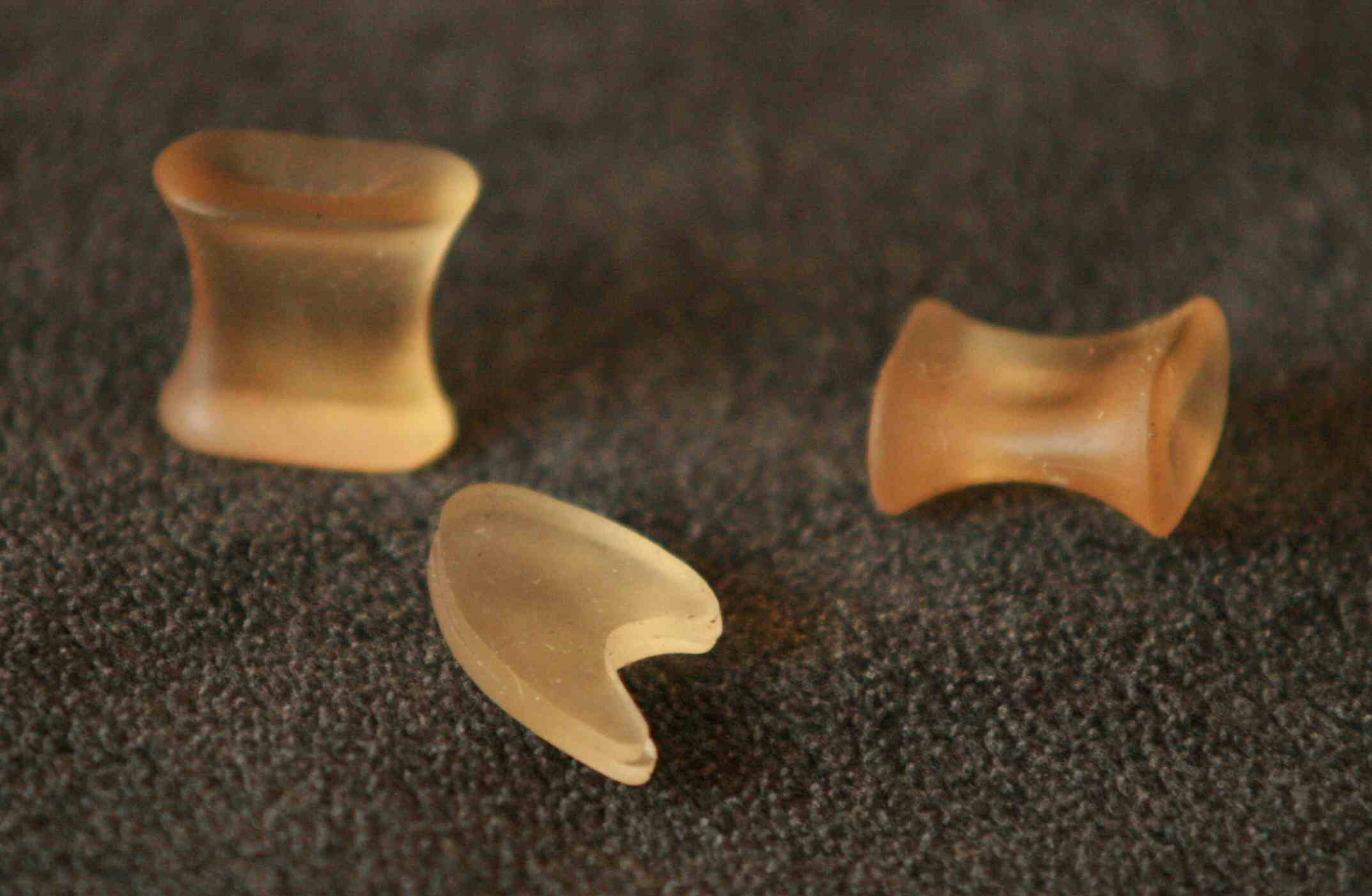
Dispositifs pour espacer les orteils

Néanmoins, il existe des solutions pour minimiser les « dégâts » causés aux pieds ou, du moins, leur symptôme principal, la douleur. Chaque danseuse ou presque a son astuce ou sa technique pour minimiser cette douleur. Au cinéma, dans de sanglantes histoires, mais aussi souvent dans la réalité, les danseuses enveloppaient leurs orteils d'escalopes fraîches ou les arrosaient d'alcool à 90 % vol. – ce qui « anesthésiait » la douleur. Plus couramment, elles utilisaient de l'ouate, remplacée aujourd'hui par des embouts en tissu ou en silicone (réduisant ainsi le frottement des orteils sur la « boîte » de la pointe) ; certaines utilisent des dispositifs visant à espacer les orteils, d'autres encore enveloppent leurs orteils dans du sparadrap...

### Différents moyens de protection
- Embouts en silicone : l'inconvénient majeur des embouts faits de silicone est leur étanchéité, retenant toute l'humidité ; ils n'empêchent toutefois pas forcément le pied de respirer et prennent la forme de celui-ci. Souvent assez coûteux, ils ont l'avantage d'une durée de vie excellente. Il importe de les entretenir très régulièrement afin d'éviter la prolifération de bactéries. Le silicone étant également assez épais, les embouts peuvent empêcher le pied de bien sentir le sol, ce qui est problématique ; et même si cela peut paraître confortable, sentir le sol est primordial pour une danseuse (ou un danseur).
- Embouts en tissu et en mousse : l'inconvénient majeur des embouts faits de tissu ou en mousse est leur fragilité. En absorbant la transpiration, le tissu qui les compose est comme rongé par l'acidité de la transpiration. La mousse jaunit et se désagrège. Leur faible coût est un avantage indéniable.
- Écarteurs d'orteils : principalement utilisés pour prévenir les ampoules et inflammations entre les orteils, ces écarteurs ont comme inconvénient majeur d'augmenter artificiellement la largeur du pied, déstabilisant ainsi l'équilibre du pied et déplaçant (dangereusement) le centre de gravité de la danseuse. A priori, et sans avis médical préalable, leur utilisation est donc à proscrire.
- Coton cardé : souvent, du coton cardé est disposé dans le fond des pointes, dans le seul dessein de réduire la pression sur l'avant des orteils. Son effet est en fait plus psychologique que réel car le coton, offrant une densité très faible, ne résiste que peu au fort travail du pied et se tasse à l'intérieur de la pointe. Il importe d'utiliser du coton de bonne qualité en bannissant absolument le coton hydrophile qui absorbe l'humidité et risque d'engendrer de graves brûlures à la peau.

N.B. : la danseuse est confrontée à des choix difficiles concernant la protection de ses pieds. En effet, la pratique des pointes nécessite de l'effort et un grand échauffement, ce qui peut parfois être empêché par le port de protections trop épaisses. De même, une protection trop épaisse peut masquer certains dégâts importants aux pieds (micro-fractures, etc.). Enfin, il peut s'avérer difficile de réaliser certains pas nécessitant une prise d'élan importante en diminuant la sensation des orteils . Ainsi, souvent, les danseuses s'initiant aux pointes se voient interdire le port de telles protections par leur professeur de danse.

### Accessoires de la pointe

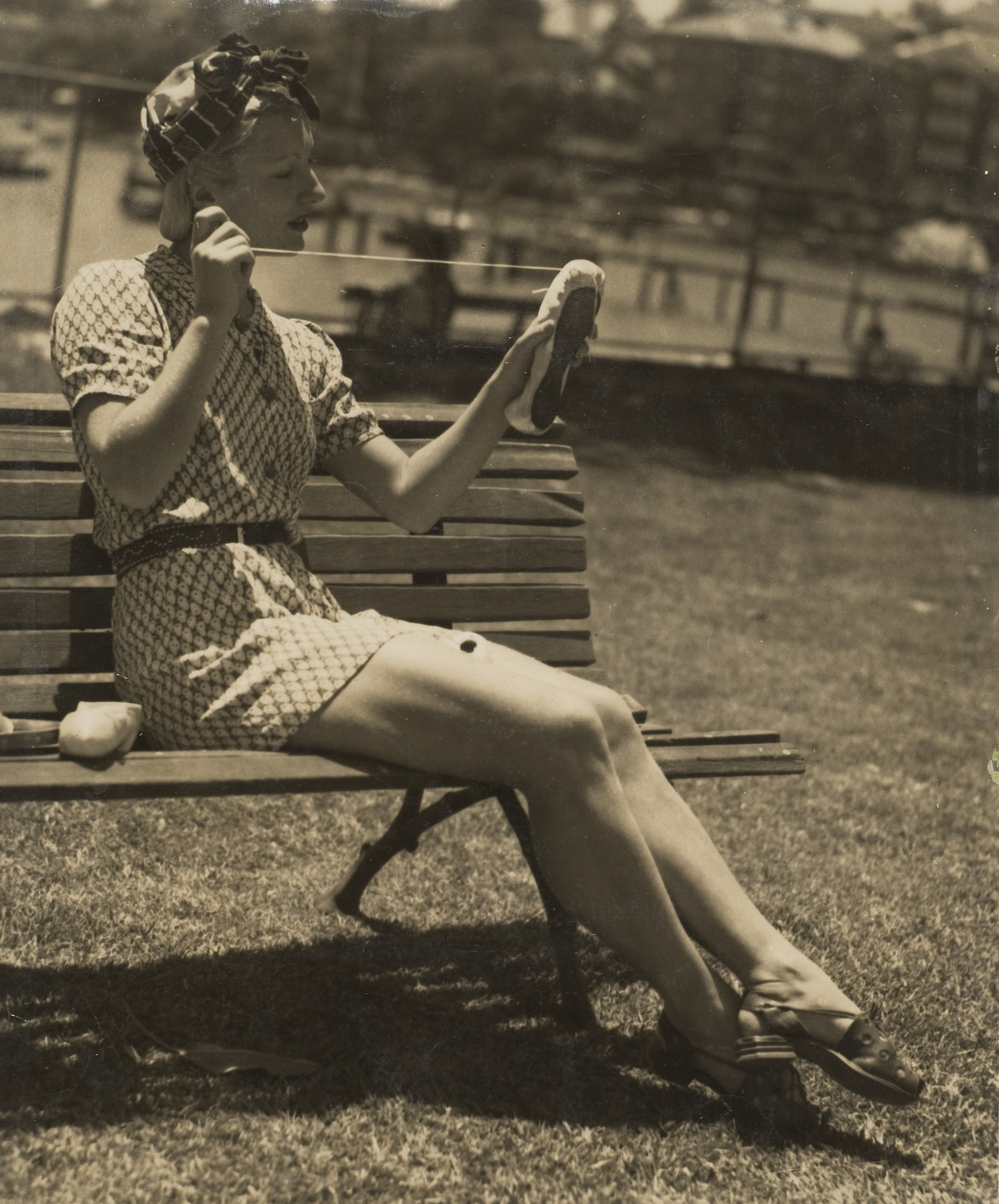
Danseuse piquant ses chaussons

Rarement les chaussons de pointe sont portés tels qu'acquis. La plupart du temps, il est nécessaire d'y coudre des rubans en satin afin de les maintenir chaussés convenablement aux pieds et d'empêcher le déchaussement, notamment lors du passage sur les demi-pointes.
Il arrive parfois, notamment pour les danseuses disposant d'un fort cou de pied, que l'on couse un élastique recouvrant le dessus du pied.
Jadis, dans le but d'économiser le chausson, la danseuse le « piquait », c'est-à-dire qu'elle en recouvrait le bout d'une broderie très serrée qui faisait corps avec le satin et possédait un « toucher » avec le sol bien supérieur à un embout de cuir. Plus rarement, certaines danseuses cousent une pièce de tissu ou de cuir sur la pointe, afin d'en minimiser l'usure.
```
Les danseuses frottent le bout de la pointe ou la semelle du chausson dans un bac saupoudré de 
colophane
, afin de réduire le glissement sur le sol.
```

### La pointe s'adapte-t-elle au pied ou le pied s'adapte-t-il à la pointe?
Certaines danseuses ressentent le besoin de briser leurs chaussons. Cette pratique, très controversée, permet à la danseuse de se sentir mieux dans ses pointes. La controverse autour de cette pratique naît du fait qu'il est considéré qu'une paire de pointes se doit, sans être brisée, d'être « confortable » (toutes proportions gardées). Par ailleurs, certaines méthodes employées pour briser les pointes peuvent, mal utilisées, les détruire irrémédiablement.
Briser ou casser ses pointes permet aussi de mieux « monter » dessus. Par « bien monter sur pointes », on entend que seule la plateforme du chausson est en contact avec le sol lors de dégagés et que la cambrure du pied (union entre les petits os du tarse et les métatarses) est développée gracieusement.
Le choix de briser ou non ses pointes appartient à chaque danseuse, mais il importe de garder à l'esprit la relative fragilité des chaussons de danse qui, mise en relation avec leur coût important, peut s'apparenter, lorsque mal réalisée, à une destruction pure et simple de ceux-ci.
La question se pose donc de savoir si la pointe doit s'adapter au pied ou le contraire. Certains fabricants de chaussons de danse (Bloch) proposent des chaussons de danse « malléables » en les réchauffant avec un sèche-cheveux. Cette méthode tend à prouver que c'est au chausson à s'adapter au pied mais risque de masquer un mauvais choix de chaussons. En effet, si le chausson doit se conformer au pied, ce ne doit jamais être au détriment de celui-ci. La nature a créé différents types de pieds, les fabricants de chaussons de danse proposent différents types de pointes.
En résumé, le choix d'une paire de pointes doit se faire en considérant :
- le type de pied (pied « égyptien », pied « grec », etc.)
- les dimensions du pied (largeur, longueur, etc.)
- la capacité du chausson à se déformer suffisamment pour épouser le pied, mais suffisamment peu pour demeurer solide et supporter le poids de la ballerine
- les capacités de la danseuse (nombre d'années d'expérience sur pointes, souplesse ou non du pied, état des ongles, solidité de la cheville, etc.)
- le fait que la danseuse porte ou non des protections. Il est communément admis qu'une protection demande une demi-pointure à l'intérieur de la pointe, mais il reste à déterminer avec précision où prendre cette demi-pointure (en longueur, en largeur, en hauteur de la boîte ?)
- le port ou non d'un collant lors de l'essayage.

Il semble qu'il reste peu de fabricants de chaussons sur mesure. À Bruxelles, dans les années 1960, Monsieur Poloukine en était un si exceptionnel que les danseuses l'appelaient « Maître ».

### Blessures
La danse sur pointes induit un stress du pied et l'abime. Les danseuses ont, la plupart du temps, des pieds en très mauvais état. Les blessures les plus fréquentes sont :
- tendinite du tendon d'Achille : ces tendons situés à l'arrière des chevilles peuvent être le siège d'un entorse ou même se rompre dans le pire des cas ;
- pied d'athlète : il s'agit d'une dermatomycose du pied qui se développe dans un milieu sombre et humide tel qu'un chausson fermé et humide de transpiration. Cette affection est contagieuse. Elle peut être prévenue par des bains de pieds journaliers et traitée par des crèmes antimycosiques adaptées ;
- phlyctène, encore appelée « cloques » ou « ampoules ». Ce sont des bulles cutanées remplies d'un liquide, qui se forment sous la peau à la suite de frottements répétés sur la « boîte » du chausson. Elles sont un signe de chausson mal adapté ou d'un chausson mal préparé et peuvent apparaître au bout de trente minutes de danse. Les phlyctènes devraient être traitées avant leur rupture ou leur infection. Elles peuvent être prévenues ou minimisées en enveloppant les orteils dans une bande ou un mince rembourrage ;
- hallux valgus, plus communément appelé oignon : c'est une déformation de l'articulation métatarsophalangienne du gros orteil correspondant à la déviation du premier métatarsien en varus (en dedans) et du gros orteil (hallux) en valgus (en dehors). Il est causé par la compression des orteils dans la « boîte ». Cette déformation peut être prévenue en insérant un écarteur d'orteils entre le premier et le deuxième orteil et en portant des chaussons correctement adaptés ;
- hallux limitus ;
- hallux rigidus ;
- bunionette : il s'agit d'une inflammation intéressant le cinquième métatarsien. Elle entraîne une déformation douloureuse du cinquième orteil ;
- bursite ou hygroma : consiste en une inflammation et un gonflement de la bourse séreuse (ou de plusieurs bourses séreuses) d'une région articulaire donnée. Ces bourses se situent au point où les muscles et/ou les tendons surcroisent l'os. Elles agissent comme un coussinet et rendent les mouvements indolores. En cas de bursite, le glissement des tendons sur la bourse inflammatoire devient difficile et douloureux. Il aggrave l'inflammation de la bourse et induit une spirale infernale douleur-inflammation-douleur ;
- contusion : les contusions sont banales à l'extrémité des orteils. Le remède (partiel) consiste en un rembourrage de la pointe du chausson ;
- contusion unguéale : elle est le fait d'une pression exercée sur l'avant d'un ongle qui n'est pas coupé suffisamment court. Le résultat en est un hématome sous-unguéal extrêmement douloureux qui nécessite de l'évacuer en pratiquant un orifice par brûlage de l'ongle en regard de l'hématome à l'aide d'une aiguille fortement chauffée ;
- cal ou durillon : ce sont des épaississements de la peau qui se forment aux extrémités et sur les côtés du pied. Si un petit nombre de callosités peuvent s'avérer une protection utile du pied, leur nombre élevé indique une posture inadéquate ou des chaussons mal ajustés. Un cal très épais peut se fendiller et saigner, causant douleur et sensation de brûlure. La croissance des cals peut être contrôlée en trempant les pieds dans une eau savonneuse chaude pendant 10 à 15 minutes. Des cals épais peuvent être amincis sans en enlever la totalité ;
- corne : elle révèle des chaussons mal adaptés lorsqu'elle se forme dans des endroits qui ne supportent pas le poids du corps ;
- coupures entre les orteils : se produisent lorsqu'un orteil de la danseuse s'enfonce dans l'orteil voisin. Elles peuvent être prévenues par une coupe appropriée de l'ongle et par des massages du pied à l'aide de crèmes nourrissantes ;
- inflammation du fascia plantaire : elle survient lorsque le tendon du cou-de-pied se raidit, entraînant un choc entre le cou-de-pied et le talon ;
- dermatoses : elles sont d'origine allergique ou sont dues au stress. Elles se manifestent par des démangeaisons, des sensations de brûlure ou des rougeurs de la peau. Les dermatoses de contact sont causées par le contact de la peau avec un allergène alors que les neurodermatoses trouvent leur origine dans le stress ;
- exostose ;
- tendinite des extenseurs ;
- mycose unguéale ;
- orteil « en marteau » : se dit lorsque l'orteil se redresse de façon permanente sur son articulation du milieu ;
- contusions du talon ;
- ongle incarné ;
- neurinome traumatique ;
- verrues plantaires ;
- inflammation d'un os sésamoïde ;
- entorse à la cheville ;
- fracture de fatigue ou de stress osseux ;
- épaississement des ongles des orteils.

### Prévention
Le travail sur pointes est une source de frottements entre la « boîte » et le pied. Aussi les danseuses usent-elles de divers artifices pour prévenir irritations et phlyctènes. Elles se servent fréquemment de laine ou de coussinets contenant un gel. Placés dans le chausson aux endroits les plus douloureux, ils minimisent ces frottements. Ces moyens seront cependant utilisés avec parcimonie (leur excès peut empêcher de « sentir le sol »). Phlyctènes et contusions des ongles sont prévenues en entourant les orteils de sparadrap et en taillant les ongles le plus court possible sans faire saigner. Enfin, certaines ballerines n'utilisent aucun moyen de protection. Quoi qu'il en soit, la meilleure des préventions reste de ne pratiquer la danse sur pointes que lorsque la danseuse est physiquement prête et après avis de son enseignant.

### Quelques idées reçues
- Les pointes sont fabriquées en bois : jamais les chaussons de pointe n'ont comporté de bois, ils sont en fait en carton renforcé. Bien que nécessairement durs, les chaussons de danse doivent néanmoins conserver une certaine souplesse et permettre à la danseuse de sentir le sol.
- On peut acheter des pointes un peu trop grandes : il ne faut jamais acheter de chaussons de pointe plus grands que nécessaire (en général, il faut prendre 1 ou 2 tailles au-dessus de la pointure de ville) même par souci d'économie. L'ensemble de la charge supportée par les chaussons de danse est équitablement répartie entre ses différentes parties et, s'ils sont trop grands, se retrouve reportée sur la seule plateforme, déplaçant ainsi dangereusement leur centre de gravité.
- Toutes les danseuses classiques portent des pointes : contrairement aux idées reçues, toutes les danseuses ne portent pas de pointes, les pointes ne sont utilisées que par les danseuses ayant acquis suffisamment de technique pour les porter. C'est en général vers l'âge de 10-11 ans que les danseuses peuvent commencer à porter des pointes, et uniquement pour quelques minutes lors de chaque cours (sauf lors des ballets).

## Danse sur les pointes et culture populaire
Michael Jackson a interprété une variante de danse sur pointes lors de la représentation de Billie Jean au cours d'une émission de la NBC en l’honneur du vingt-cinquième anniversaire du label Motown : Motown 25 : Yesterday, Today, Forever. Il tourne sur lui-même, en appui sur ses talons, et termine genoux fléchis, le corps en appui sur pointes. Ce mouvement, devenu l'une de ses signatures, a souvent été exécuté lors de ses représentations de Billie Jean et d'autres succès de musique pop.